# 烏克蘭裔澳洲人
烏克蘭裔澳洲人（烏克蘭語：Українська діаспора Австралії）是澳洲的少數民族，總人口有38,791人（2011年），烏克蘭裔澳洲人的聚居區域主要是在墨爾本和雪梨。
大部份烏克蘭裔澳洲人最早是在第二次世界大战時以難民身份抵達澳洲。
澳洲政府在1975年，決定取消種族歧視的白澳政策，推動多元文化政策，例如：批准設立烏克蘭語電台廣播。